# Bequemlichkeitszugabe
Bequemlichkeitszugabe oder Mindestzugabe ist ein Begriff aus der Bekleidungskonfektion, der die Maßzugabe eines Kleidungsstücks gegenüber den reinen Körpermaßen bezeichnet. Die Bequemlichkeitszugabe dient dem Tragekomfort. Darüber hinaus gehende Zugaben wie die Weitenzugabe oder auch Designzugabe dienen der Gestaltung des Kleidungsstücks. Viele Konfektionsgrößen leiten sich von Körpermaßen zuzüglich einer Bequemlichkeitszugabe ab.

## Beispiele
Ein Mensch mit einem Halsumfang von 38 Zentimetern benötigt beispielsweise ein Hemd mit einer Kragenweite von 42 Zentimetern. Die Bequemlichkeitszugabe beträgt somit vier Zentimeter.